# Kabupaten Buru Selatan
Kabupaten Buru Selatan (engelska: South Buru Regency) är ett kabupaten i Indonesien.   Det ligger i provinsen Moluckerna, i den östra delen av landet, 2 200 km öster om huvudstaden Jakarta. Antalet invånare är 53 671. Kabupaten Buru Selatan ligger på ön Pulau Buru.